# Илайхю Рут

Илайхю Рут (на английски: Elihu Root) е американски адвокат и политик. Военен министър в кабинета на Уилям Маккинли (1899 – 1904), Държавен секретар на САЩ в кабинета на президента Теодор Рузвелт (1905 – 1909). Първи президент на „Фондация Карнеги за международен мир“ (1910 – 1925). За иницииране на многобройни арбитражни споразумения е удостоен с Нобелова награда за мир за 1912 г.

## Произход и образование (1845 – 1867)
Роден е на 15 февруари 1845 година в Клинтън, щат Ню Йорк, САЩ, трети от четиримата сина в семейството на професора по математика Орен Рут и Нанси Уитни Батрик. На 15-годишна възраст постъпва в Хамилтън колидж. През 1864 г., след като завършва колежа, се премества в Манхатън и постъпва в юридическото училище към Нюйоркския университет.

## Юридическа кариера (1867 – 1898)
След дипломирането си през 1867 г., Рут постъпва на работа в Нюйоркския съд. Две години по-късно, на 24-годишна възраст, Рут открива собствена юридическа практика. С аналитичен ум и способност да отдели същественото от цялото многообразие на обстоятелствата, скоро застава в първите редици на нюйоркските адвокати. Сред неговите клиенти има банки, железопътни компании, видни промишленици.
Благодарение на процъфтяващата си практика и на силното си чувство за гражданска отговорност Рут става знаменита фигура в местните републикански кръгове. Той застава на страната на реформистките елементи в партията. В епохата на всеобща корупция привлича вниманието с удивителната си честност.
От 1883 до 1885 г. е прокурор на Южния окръг в Ню Йорк. Докато е на тази позиция се противопоставя на политиците и решително се изказва срещу рушветчийството в градските управи.
През 1898 г. подкрепя кандидатурата на Теодор Рузвелт по време на изборите за губернатор на щата Ню Йорк.

## Политическа дейност (1899 – 1909)

### Военен министър (1899 – 1904)
Като взема под внимание юридическия и политическия опит на Рут, през 1899 г. президентът Уилям Маккинли го назначава за военен министър. Оставайки на този пост до 1904 г., Рут предприема редица реформи в системата на страната, а по-специално основава военен колеж във Вашингтон, засилва федералния контрол над Националната гвардия, учредява генерален щаб за наблюдение, планиране и координиране на дейността на департамента. В допълнение към задълженията си в страната Рут развива безпрецедентна дейност в чужбина. Влизайки в правителството, след като Испано-американската война прави САЩ империалистическа държава, той става архитект на колониалната ѝ политика. Следвайки британския образец, но придавайки по-малко значение на представителните институти и на бъдещата независимост, Рут подчертава икономическите предимства и поставя на преден план отговорното управление. На Филипините той строи пътища, създава здравеопазване и образование, но потиска съпротивата на филипинците с помощта на войската.

### Държавен секретар (1905 – 1909)
За кратко през 1904 г. Рут се връща към частната си практика. След това, през 1905 г., влиза в администрацията на президента Теодор Рузвелт като държавен секретар. Остава на този пост до 1909 г. Подобно на Рузвелт той смята, че мощта на САЩ дава увереност за утрешния ден на страната. В съответствие с това Рут се стреми да примири разногласията на народите, следвайки сдържан дипломатически маниер.
Най-важните достижения на Рут на поста държавен секретар са в областта на арбитража, международното сътрудничество и мира. Той разрешава продължителния спор с Великобритания за риболова в района на Нюфаундленд, а през 1909 г. води преговори за постоянна Американо-канадска комисия за решаване на споровете. През 1908 г. постига подобряване на обтегнатите американо-японски отношения с договора Рут-Такаира, според който двете правителства решават да запазят статуквото в Тихия океан и да се придържат към политиката на открити врати в Китай.
Най-конструктивни се оказват усилията на Рут за укрепване на панамериканското сътрудничество. В годините, когато заема правителствения пост, експанзията на САЩ в Карибския басейн предизвиква дълбоко недоверие към тях от страна на латиноамериканските държави. За да възстанови добросъседските отношения в региона, през 1906 г. Рут присъства на Третата панамериканска конференция в Рио де Жанейро. В приветственото си обръщение към делегатите той заявява:
| „ | Ние не искаме други победи освен мирни, никакви територии освен собствената си, никаква власт освен над самите себе си. Ние смятаме, че независимостта и равноправието на най-малката държава са достойни за същото уважение, както и достойнството на най-голямата империя. | “ |

През следващата 1907 година САЩ и Мексико организират Централноамериканската мирна конференция във Вашингтон. Основно достижение на конференцията става Централноамериканският съд за справедливост – въплъщение на идеите на Рут. Съдът се превръща в първото учреждение, което решава споровете между републиките в Централна Америка.

## Следващи години (1909 – 1937)
През последния си период обществената кариера на Рут все повече се съчетава с интереса към принципите и практиката на международното право. Представлявайки щата Ню Йорк в американския сенат от 1909 до 1915 г., Рут убеждава колегите си да не освобождават съда на САЩ от плащане на обичайните данъци за Панамския канал. По това време става член на Международния съд в Хага. През 1913 г. председателства гледането на дело за спор на Великобритания, Франция, Испания и Португалия.
Рут изиграва видна роля за учредяването на Американското дружество за международно право. От 1910 до 1924 г. е президент на Фонда за международен мир Карнеги – организация, която изучава причините за войните и начините за тяхното предотвратяване. По време на дебата за влизане на САЩ в Обществото на народите Рут подкрепя неговия устав с някои забележки, но колегите му заемат противоположна позиция. През 1920 г. е в комитета на юристите, изработил основите на Постоянния съд, който трябва да разрешава споровете между членовете на Обществото, а също и да тълкува устава му.
Умира на 7 февруари 1937 година в Ню Йорк на 91-годишна възраст.

## Семейство
През 1878 г. Рут се жени за Клара Франсис Уейлс, дъщеря на преуспяващ редактор. Двамата имат три деца.
Въпреки значителното си състояние и световната си известност Рут живее доста скромно. След оставката си прекарва своето време в Ню Йорк и Клинтън. 